# Pleomassaria
Pleomassaria is een geslacht van schimmels behorend tot de familie Pleomassariaceae. De typesoort is Pleomassaria siparia.

## Soorten
Volgens Index Fungorum telt het geslacht 15 soorten (peildatum januari 2023):
| Soortnaam                                         | Auteur(s)                          | Publicatiejaar |
| ------------------------------------------------- | ---------------------------------- | -------------- |
| Pleomassaria acericola                            | Petr.                              | 1952           |
| Pleomassaria ammophilae                           | Oudem.                             | 1894           |
| Pleomassaria capparis                             | Byzova                             | 1987           |
| Pleomassaria carpini (Haagbeukmuurspoorbolletje)  | (Fuckel) Sacc.                     | 1883           |
| Pleomassaria fagi                                 | Hüseyın                            | 1989           |
| Pleomassaria helvetica                            | Petr.                              | 1952           |
| Pleomassaria holoschista (Elzenmuurspoorbolletje) | (Berk. & Broome) Sacc.             | 1883           |
| Pleomassaria luzonensis                           | (Henn.) Teng                       | 1964           |
| Pleomassaria mali                                 | Frolov                             | 1967           |
| Pleomassaria melaleucae                           | B. Huguenin                        | 1964           |
| Pleomassaria phoenicis                            | S.D. Patil & C. Ramesh             | 1987           |
| Pleomassaria robiniae                             | Bubák                              | 1906           |
| Pleomassaria rosae                                | Oudem.                             | 1894           |
| Pleomassaria siparia (Berkenmuurspoorbolletje)    | (Berk. & Broome) Sacc.             | 1883           |
| Pleomassaria swidae                               | Kaz. Tanaka, Y. Harada & M.E. Barr | 2005           |